# 三月花

常见的样式

三月花（發音[ˈmartɛnit͡sa]，英語：Martenitsa），是一种小饰品，通常用红白两色线编织成男女娃娃的形象。通常人们从Baba Marta Day（3月1日）开始佩戴，直到佩戴之后首次看到鹤、麻雀或者开满春花的树（或到三月底）才会摘下。在保加利亚语中这个节日的意思为“三月奶奶”，这个节日和节日佩戴三月花的习俗是为了迎接春天，根据保加利亚的民俗春天始于每年三月。

## 节日象征
典型的三月花包括两个羊毛小娃娃，分别名为Pizho和Penda。Pizho是男娃娃，主体为白色；Penda是女娃娃，通常为红色并且穿着裙子。
红色和白色的羊毛线象征着对健康的美好追求。它们是春天和新生命的象征。白色象征纯洁，红色象征生命和激情。有民族学家认为，起初这个习俗是为了提醒人们生死轮回，善恶平衡，喜怒交替。三月花也象征着大自然，白色象征着正在悄悄融化的冬雪，红色代表越来越温暖的太阳。这两种自然资源认为是生命的起源。它们也被认为是男人和女人的起源和阴阳平衡。

## 传统习俗
传统意义上，三月花作为礼物互赠，而不是自己购买。它们被送给所爱的人、朋友和关系亲近的人。从3月1日开始，人们会在衣服上、手腕上和脖子上佩戴三月花这种饰物，直到看到迁徙的鹤或者麻雀归来或者开满春花的树，才会摘下。
在保加利亚民俗中，三月奶奶是一位性情暴躁、喜怒无常的老太太。人们相信佩戴红白两色线绳编织的三月花可以得到三月奶奶的宽宥。